# リリー・フランキー
リリー・フランキー（英語: Lily Franky、1963年11月4日 - ）は、日本のマルチタレント。俳優、文筆家（脚本、小説、エッセイ）、画家（イラスト、絵本）など、多種多様な顔を持つ。
福岡県北九州市(旧・小倉市)生まれ。ガンパウダー有限会社所属。武蔵野美術大学卒業。

## 来歴
福岡県北九州市小倉に生まれた後、5歳から中学卒業までを福岡県鞍手郡宮田町（現：宮若市）、高校を大分県別府市で過ごした。高校生から一人暮らしをしていた。大分県立芸術短期大学付属緑丘高等学校（現大分県立芸術緑丘高等学校）を卒業し、武蔵野美術大学に進学する。ファミコンに熱中して留年したため、卒業に5年を要した。卒業制作もファミコンのプレイ映像だった。
24 - 25歳の時に初めて連載を持つ。以来、「頼まれた仕事はすべて引き受ける。断る理由がない」の精神で、ピーク時には約30もの連載を掛け持ちしていた。物理的に不可能となり、締め切りに間に合わず、よく連載を落とした。
1991年に宍戸留美のラジオ番組の構成を担当した縁で、宍戸の楽曲制作に携わる。これが音楽関係の仕事の足掛かりとなる（アルバム『プンスカ』（1992年）で宍戸と共同作詞、インディーズアルバム『Set me Free』（1995年）で作詞を4曲、作曲を1曲担当）。以後、リリメグのデビューシングル『おやすみ』での作詞&作曲をはじめ、サディスティック・ミカ・バンド、「小野瀬雅生ショウ」、藤田恵美、高見沢俊彦など、数多くのアーティストへの作詞提供をしている。かつて、千葉県鴨川市の鴨川グランドホテルにて、約1か月間バンド出演していた。
ファンクラブ会報にイラストを描いていたのが縁で、1994年1月25日に発売された森高千里のシングルCD『ロックン・オムレツ』のカバーイラスト&PVアニメを担当した。
1994年から1999年まで、雑誌「ぴあ」誌上で「あっぱれB級シネマ」を連載（のちに『日本のみなさんさようなら』として刊行される）し、広く知られるようになる。
2003年、福田和也、柳美里、坪内祐三との共同編集で、季刊の文芸誌『en-taxi』を創刊する。同誌の創刊号から4年の歳月をかけて母親との半生を綴った、自身初の長編小説『東京タワー 〜オカンとボクと、時々、オトン〜』を連載。2005年に単行本が扶桑社から発売されると、「泣き顔を見られたくなければ電車で読むのは危険」などの口コミで、200万部を突破する大ベストセラーとなった。同作は全国の書店員が「最も売りたい本」を投票で選ぶ「本屋大賞2006」の大賞も受賞。さらには、テレビドラマ化、松竹による映画化、舞台化がなされた。出身地である福岡県内の書店では、リリーの単行本を買うと、もれなく彼のイラスト入りブックカバーがついてくる、というキャンペーンが行われた。
2006年3月30日、ソフト・オン・デマンドが主催する「AV OPEN〜あなたが決める!セルアダルトビデオ日本一決定戦〜」の名誉総裁に就任。10月25日、安めぐみとの音楽ユニット・リリメグが『おやすみ』でCDデビュー。もともと、J-WAVE『TR2 Wednesday』の番組内でリリー・フランキーの弾くギターにのせて安が歌うという企画から生まれたユニットで、フジテレビ系『新堂本兄弟』やテレビ朝日『ミュージックステーション』にゲスト出演したこともある。同年、雑誌『KING』（講談社）の創刊に携わった際、創刊記者会見で自分が創刊に関わる雑誌は2年以内に廃刊されることが多い、と発言した。その後、『KING』は本当に休刊となった。
2008年、ロックバンド「TOKYO MOOD PUNKS」結成。
2021年、北九州市立文学館の「こどもノンフィクション文学賞」で悠仁親王が佳作を受賞したときの選考委員を務めた（仔細については北九州市立文学館#文学賞をめぐる動向を参照のこと）。

## 人物

### 芸名
「リリー」は、大学時代の親密な友人関係を、周囲が当時同性愛を象徴する隠語として用いられていた薔薇と百合にちなみ、それぞれ「ローズ」「リリー」と呼んだことに由来する。一方、「フランキー」は、イギリスのバンド「フランキー・ゴーズ・トゥ・ハリウッド」と日本の小人プロレスラー「リトル・フランキー」にあやかり自ら名付けた。また、ボーイ・ジョージが自身の芸名について「名前から性別や国籍が判別できないのが良い」と発言したことにも強く共感し、そのユニセックスの理念を反映させている。
作詞や作曲をする際は、Elvis Woodstock（エルヴィス・ウッドストック）というペンネームで活動している。

### 趣味・嗜好
子供の頃から大の読売ジャイアンツのファンである。『日本美女選別家協会』元会長、草野球チーム『ヤング・ジャイアンツ』を主宰。
趣味は寝ることであり、公私共に認める遅刻魔。「ベストの状態で活動したいから」という理由かららしいが、ベストな状態でかつ時間内に間に合った事は、本人曰く今までに一度もないとのこと。相手を見下しているというわけでなく「常に遅刻をするので、尊敬している長嶋監督と会うときでも自分は遅刻してしまうだろう」と語っている。実際、井上陽水との対談でも遅刻している。
カラオケにミュージシャンと行った際、相手の持ち歌を歌唱するのが多いという。
最も尊敬している人物は松田優作で、NHK教育『知るを楽しむ・私のこだわり人物伝』中において、彼に対する思いを熱く語った。
矢沢永吉のファン。矢沢の「アイ・ラヴ・ユー、OK」もカラオケでよく歌唱する。
ナンシー関のファンであり、コラムなどで大きな影響を受けている。生前のナンシーに自分の版画を彫ってもらっている。ナンシーが急逝した際、直後にリリーとの対談が予定されていた。
スナック喫茶エデンで共演したノースリーブスを推しており、ラジオで「理想の娘はたかみな(高橋みなみ)」と公言している。峯岸みなみとは長年にわたって交流があり、リリーが主催するイベント「ザンジバルナイト」やリリー・フランキー「スナック ラジオ」にゲスト出演しているほか、峯岸の執筆業についてアドバイスを送るなどしている。

### 文筆活動
一時期、正式なペンネームを“リリー・フランキー・ゴーズ・トゥ・ハリウッド”や、“リリー・フランキー・ジェット・シティ”などと語っていたが、これらはあくまでも洒落である。
文章を書く際は、推敲や書き直しは一切行わず、またイラストを書く際も、下絵を書かず一気に書き上げるのが特徴。
『東京タワー』刊行後はエッセイをはじめとする文筆関係の仕事をほぼ行っていない。連載している『POPEYE』の目次ページには数年にわたり「※リリー・フランキーの珍道中絵日記は筆者都合により休載させていただきます。」と記載され続けていたため、「俺は読者からどれだけ大病していると思われているんだ」と自嘲していた。2012年の『POPEYE』リニューアルとともに連載を再開したが、掲載回数は2014年は4回、2015年はゼロと掲載されている方が珍しい。

### 画家として
独特のタッチの絵で知られ、特に、絵本作品『おでんくん』はアニメ化され、『天才ビットくん』（NHK教育テレビ）のアニメコーナーになっている。また、リクルートの不動産情報雑誌『住宅情報』のTVCMにも、自身の自画像がアニメキャラクターという形で“出演”している（CM自体がアニメのみで製作されているため）。また、歌手木山裕策のシングル「home」のジャケットをデザインしている。
東京都福生市福生にあるディスコの壁には、リリーが描いた巨大壁画がある。この壁画は、MAX主演のVシネマ『麗霆゛子(レディース)MAX』の中で少しだけ見る事が出来る。また、杉並区高円寺にある書店の看板にも、リリー直筆のイラストが描かれている。また長野県塩尻市のラーメン店には、リリー書き下ろしマスコットキャラクターがある。

### 俳優として
2001年の『盲獣vs一寸法師』（石井輝男監督）にて、俳優デビューと同時に主演デビュー。映画『ぐるりのこと。』の演技が高く評価され、2009年に第51回ブルーリボン賞・新人賞を最高齢（45歳）で受賞。
2014年、『凶悪』と『そして父になる』の2作品で第37回日本アカデミー賞優秀助演男優賞をダブル受賞し、さらに『そして父になる』では 最優秀助演男優賞を初受賞した。

### 人間関係
福山雅治が、リリーのファンであることを公言している（2022年現在、福山雅治のファンクラブ会報に漫画を連載している。本人曰く"押しかけ"とのこと）。リリーのラジオ番組に福山がゲスト出演（2004年1月）したことがきっかけで友人となり、一緒にいちご狩りに行くほどの仲となった。
プロインタビュアー・プロ書評家の吉田豪は、編集者時代、リリーに良くしてもらったことから師匠として尊敬している。1990年代前半、リリーが主宰するDJイベントに西口猛（現アップフロントプロモーション社長）らと共に出演していた。2022年現在も「週刊プレイボーイ」（集英社）誌上で「リリーフランキーの人生相談」の構成を担当している。
アルファのMCであるTSUBOIとは、親類関係に当たる。正確には、TSUBOIの母親とリリーが従兄弟の関係。
また、2020年の正月には亀梨和也と山下智久とババ抜きをしたと亀梨和也がBABA嵐で語った。

## 主な出演

### バラエティ番組
- 三宅裕司のいかすバンド天国（第21回・1989年7月22日、TBS）
大学時代から活動していたバンド「LILY'S CUTE MUSIC PRODUCTION」（略称：リリキュー）を率いて出場。「四方義朗賞」と「在宅審査員賞」を受賞した。
- 真剣10代しゃべり場（2000年1月17日、NHK教育）
- 稲垣芸術館（2000年、フジテレビ）隔週で「芸術の回」の時に出演
- ココリコミラクルタイプ（2001年4月 - 2007年9月、フジテレビ）レギュラー
- スナック喫茶エデン（2012年10月21日 - 2013年3月24日、フジテレビ）レギュラー
- AKB映像センター（2013年4月21日 - 2013年9月29日、フジテレビ）レギュラー
- Sound Room（2013年11月11日 - 2014年3月24日、TBS）中居正広と共にMC
- The Covers（2014年3月31日 - 、NHK BSプレミアム）MC
- ウタフクヤマ (2015年10月4日 - 2018年1月5日、フジテレビ)
- ワンダフルライフ（2014年4月20日 - 9月14日、フジテレビ）山岸舞彩と共にMC
- 真夜中（2017年4月17日 - 9月18日・2018年6月4日 - 11日、フジテレビ）指原莉乃と共にMC
- リリーさんとバカリさん（2019年7月7日・14日・2020年10月10日・17日・24日・31日、福岡放送）
- タビフクヤマ（2019年11月1日・2022年9月19日、フジテレビ）[13]
- 素っ頓狂な夜（2024年10月 - 、BSテレ東）笑福亭鶴瓶と共同MC [14]

### 映画
- 盲獣vs一寸法師（PFFで2001年6月24日公開、正式公開は2004年3月13日。監督：石井輝男、配給：石井輝男プロダクション、スローラーナー） - 小林紋三(小説家) 役
- 怪奇!!幽霊スナック殴り込み!（2006年1月21日、監督：杉作J太郎、男の墓場プロダクション）
- The焼肉ムービー プルコギ（2007年5月5日、監督：グ・スーヨン、配給：ファントム・フィルム） - 料理評論家 役
- 歓喜の歌（2008年2月2日、監督：松岡錠司、配給：シネカノン） - スナックの常連客 役
- ぐるりのこと。（2008年6月7日、監督：橋口亮輔、企画・製作：シグロ、配給：ビターズ・エンド） - 佐藤カナオ 役
- ギララの逆襲/洞爺湖サミット危機一発（2008年7月26日、監督：河崎実、トルネード・フィルム）
- 容疑者Xの献身（2008年10月4日、監督：西谷弘、配給：東宝） - 草野球の監督 役
- 色即ぜねれいしょん（2009年8月15日、監督：田口トモロヲ、配給:スタイルジャム） - おとん 役
- ボーイズ・オン・ザ・ラン（2010年1月30日、監督：三浦大輔、配給:ファントム・フィルム） - 斎田産業社長 役
- モテキ（2011年9月23日、監督：大根仁、配給：東宝） - 墨田卓也 役
- アフロ田中（2012年2月18日、監督：松居大悟） - 旭工務店社長 役
- きいろいゾウ（2013年2月2日、監督：廣木隆一、配給：ショウゲート） - 夏目 役
- 凶悪（2013年9月21日、監督：白石和彌、配給：日活） - 木村孝雄 役
- そして父になる（2013年9月28日、監督：是枝裕和、配給：ギャガ） - 斎木雄大 役
- ジャッジ!（2014年1月11日、監督：永井聡、配給：松竹） - 鏡さん 役
- 神さまの言うとおり（2014年11月15日、監督：三池崇史、配給：東宝） - ホームレス 役
- トイレのピエタ（2015年6月6日、松竹メディア事業部） - 横田 役
- 海街diary（2015年6月13日、監督：是枝裕和、配給:東宝、ギャガ） - 福田仙一 役
- 極道大戦争（2015年6月20日、配給：日活） - 神浦 役
- 野火（2015年7月25日、監督：塚本晋也、配給：海獣シアター）
- バクマン。（2015年10月3日、監督:大根仁、配給:東宝） - 佐々木役[15]
- 恋人たち（2015年11月14日、監督：橋口亮輔、配給：松竹ブロードキャスティング） - アツシの先輩 役
- シェル・コレクター（2016年2月27日、監督：坪田義史、配給：ビターズ・エンド） - 主演・盲目の貝類学者 役[16]
- 女が眠る時（2016年2月27日、配給：東映） - 飯塚 役
- 海よりもまだ深く（2016年5月21日、監督：是枝裕和、配給：ギャガ）
- 二重生活（2016年6月25日） - 篠原教授 役[17][18]
- 秘密 THE TOP SECRET（2016年8月6日） - 斎藤純一郎 役
- SCOOP!（2016年10月1日） - チャラ源 役[19]
- お父さんと伊藤さん（2016年10月8日） - 伊藤さん 役[20]
- 聖の青春（2016年11月19日）- 森信雄 役 [21]
- 美しい星（2017年5月公開、監督：吉田大八） -　主演・大杉重一郎 役[22]
- 奥田民生になりたいボーイと出会う男すべて狂わせるガール（2017年9月16日、監督：大根仁） - 倖田シュウ 役[23]
- パーフェクト・レボリューション（2017年9月29日、監督：松本准平） - 主演・クマ 役
- 探偵はBARにいる3（2017年12月1日、監督：吉田照幸） - 北城仁也 役
- 一茶（2017年予定（未公開）、監督：吉村芳之） - 主演・小林一茶 役
- 星くず兄弟の新たな伝説（2018年1月20日公開、監督：手塚眞） - クラブでカンに絡む男　役
- 巫女っちゃけん。（2018年2月3日公開[注 1]、監督：グ・スーヨン） - 大鳥 役
- blank13（2018年2月3日公開、監督：斎藤工）
- サニー/32（2018年2月17日公開） - 柏原 役
- ラプラスの魔女（2018年5月4日公開、東宝） - 羽原全太朗 役[24]
- 万引き家族（2018年6月8日公開、監督：是枝裕和、配給：ギャガ） - 主演・柴田治 役
- SUNNY 強い気持ち・強い愛（2018年8月31日公開、東宝） - 中川 役
- 銃（2018年11月17日公開、KATSU-do、太秦） - 刑事 役[25]
- 凪待ち (2019年6月28日公開、キノフィルムズ) - 小野寺修司 役
- 一度死んでみた（2020年3月20日公開、監督：浜崎慎治、配給：松竹） - 火野 役[26]
- アイヌモシㇼ（2020年10月17日公開） - 岡田（新聞記者） 役[27]
- 夏、至るころ（2020年12月4日公開、監督：池田エライザ、配給：映画24区）
- 騙し絵の牙（2021年3月26日公開、監督：吉田大八、配給：松竹） - 謎の男 役[28]
- キネマの神様（2021年8月6日公開、監督：山田洋次、配給：松竹） - 出水宏 役
- 鳩の撃退法（2021年8月27日公開、監督：タカハタ秀太、配給：松竹） - まえだ 役
- その日、カレーライスができるまで（2021年9月3日公開、監督：清水康彦、配給：イオンエンターテイメント） - 主演・健一 役
- 前科者（2022年1月28日公開、配給：日活・WOWOW） - 遠山史雄 役
- 余命10年（2022年3月4日公開、配給：ワーナー・ブラザース映画） -  梶原玄 役[29]
- ちひろさん（2023年2月23日公開、監督：今泉力哉、配給：Netflix・アスミック・エース） - 内海 役[30]
- BAD CITY（2023年1月20日公開、監督：園村健介、配給：渋谷プロダクション） - 五条財閥会長 五条亘 役
- ハマのドン（2023年5月5日公開、監督：松原文枝、配給：太秦） - ナレーション
- アンダーカレント（2023年10月6日公開、監督：今泉力哉、配給：KADOKAWA） - 山崎道夫 役[31]
- アナログ（2023年10月6日公開、監督：タカハタ秀太、配給：東宝・アスミック・エース） - 田宮 役[32]
- 車軸（2023年11月17日公開、監督：松本准平、配給：CHIPANGU / エレファントハウス） - ノブオママ 役[33][34]
- コットンテール（2024年3月1日公開、監督：パトリック・ディキンソン、配給：ロングライド） - 主演・兼三郎 役[35]
- ハルビン（2024年12月24日韓国公開 / 2025年7月4日日本公開、監督：ウ・ミンホ、配給：KADOKAWA / KADOKAWA Kプラス） - 伊藤博文 役[36]
- ファーストキス 1ST KISS（2025年2月7日公開、監督：塚原あゆ子、配給：東宝） - 天馬市郎 役[37]
- ルノワール（2025年6月20日、監督：早川千絵、配給：ハピネットファントム・スタジオ） - 沖田圭司 役[38]

### オリジナルビデオ
- 影と呼ばれた男たち1,2,3,4,5,6（2019年 - 2020年、オールイン エンタテインメント） - 永井(バーのマスター) 役

### 劇場アニメ
- バケモノの子（2015年） - 百秋坊 役[39]

### 吹き替え
- サウスパーク（1999年10月 - 番組終了、WOWOW・AXNなど） - イエス・キリスト 役
- ソング・オブ・ザ・シー 海のうた（2016年8月20日） - コナー 役
- ぼくの名前はズッキーニ（2018年2月10日、ビターズ・エンド、ミラクルヴォイス） - レイモン 役[40]
- シチリアを征服したクマ王国の物語（2022年1月14日、ミラクルヴォイス） - 洞窟の老クマ 役[41]

### テレビドラマ
- コード・ブルー -ドクターヘリ緊急救命- 2nd season（2010年1月、フジテレビ） - 藍沢誠次(耕作の父) 役
- 大河ドラマ（NHK総合）
  - 龍馬伝（2010年） - 河田小龍 役
  - いだてん〜東京オリムピック噺〜（2019年） - 緒方竹虎 役
  - どうする家康（2023年） - 久松長家 役
- モテキ（2010年、テレビ東京） - 墨田(エディター) 役
- 深夜食堂2 最終話「ギョーザ」（2011年12月、毎日放送） - 村田(ギョーザ専門店店主) 役
- ラッキーセブン 第2話（2012年1月、フジテレビ） - 佐々岡(バイオ産業ベンチャー企業「ステラバイオ社」研究員) 役
- 運命の人 最終話（2012年3月18日、TBS） - 我楽政規(琉球国際大学助教授) 役
- ハングリー! 第10話（2012年3月13日、関西テレビ） - 本人(フレンチレストラン「le petit chou」常連客) 役
- 最後から二番目の恋 2012秋（2012年11月2日、フジテレビ） - 灰田マモル(脚本家) 役
- ミエリーノ柏木 第6 - 最終話（2013年、テレビ東京） - 本人 役
- 女子高警察 （2013年10月27日 - 2014年3月16日、フジテレビ） - 下田J太郎(課長 警部) 役
- 55歳からのハローライフ 第1話（2014年6月14日、NHK総合） - 主演・富裕太郎 役
- 連続ドラマW 贖罪の奏鳴曲（2015年1月 - 2月、WOWOW） - 渡瀬 役
- 忌野清志郎『トランジスタ・ラジオ』（2015年5月3日、NHK BSプレミアム） - 坂口雅彦（現代） 役
- 恋愛あるある。（2015年6月24日、フジテレビ） - ナビゲーター
- 洞窟おじさん[42]（2015年7月20日、NHK BSプレミアム） - 主演・加山一馬 役
- あの日見た花の名前を僕達はまだ知らない。（2015年9月21日、フジテレビ） - 藤吉謙一 役[43]
- TBS年末スペシャルドラマ 赤めだか（2015年12月28日、TBS） - 林修一(文芸評論家) 役[44]
- 銀と金（2017年1月 - 3月、テレビ東京） - 平井銀二 役
- 100万円の女たち（2017年、テレビ東京） - 道間達之 役
- ハロー張りネズミ（2017年、TBS） - 南(サンライズ出版社長) 役
- セシルのもくろみ（2017年、フジテレビ） - 南城彰(女性ファッション誌「ヴァニティー」編集長) 役
- 刑事ゆがみ 第5話（2017年11月9日、フジテレビ） - 詐欺師役で模擬取り調べを受ける男性 役
- 都庁爆破!（2018年1月2日、TBS） - 御園朔太郎(内閣総理大臣) 役[45]
- 二つの祖国（2019年・テレビ東京版）（2019年3月23・24日、テレビ東京） - 広田弘毅 役
- 離婚なふたり（2019年4月5日・12日、テレビ朝日） - 主演・野田隆介(脚本家) 役[46]
- 連続テレビ小説（NHK総合）
  - なつぞら（2019年)  ‐ 茂木一貞（大型書店「角筈屋」社長）役 ※特別出演
  - おむすび[47]（2024年） - ナレーション[48]
- ペンション・恋は桃色（2020年1月17日〈16日深夜〉 - 2月14日〈13日深夜〉、フジテレビ） - 主演・シロウ(ペンション「恋は桃色」経営者) 役（斎藤工とのダブル主演）[49]
- 有村架純の撮休（2020年、WOWOWプライム） - 日村(映画監督) 役
- 不要不急の銀河 （2020年7月23日、NHK総合） - 主演・河原満(スナック銀河 マスター) 役[50]
- 共演NG（2020年、テレビ東京） - マーク野本(芸能事務所「マーク企画」社長) 役
- 七人の秘書 第6話（2020年11月26日、テレビ朝日） - 東帝大学病院 心臓外科教授 白鳥六郎(四朗の父) 役
- 漂着者（2021年、テレビ朝日） - 雲行寺住職 深見龍之介 役 ※友情出演
- 星新一の不思議な不思議な短編ドラマ『窓』（2022年6月21日、NHK BS4K・BSプレミアム）[51]
- スロウトレイン（2025年1月2日、TBS） - 二階堂克己 役[52]
- クジャクのダンス、誰が見た?（2025年1月24日 - 、TBS） - 山下春生 役[53]

### Webドラマ
- マジすか学園5 第6話（2015年、Hulu） - 明智博臣 役
- フジコ（2015年11月13日、全6話、Hulu） - 水谷編集長 役[54]
- CROW'S BLOOD（2016年7月23日 - 8月27日、全6話、Hulu） - 葬儀屋 役[55]
- 全裸監督（Netflix） - 武井道郎 役
  - 全裸監督（2019年8月8日）[56]
  - 全裸監督2（2021年6月24日）
- ヒヤマケンタロウの妊娠（2022年4月21日 - 配信開始（全8話）、Netflix）[57]
- 舞妓さんちのまかないさん（2023年1月12日  - 配信開始（全9話）、Netflix） - 蓮 役[58]
- ペンション・恋は桃色（FOD） - 主演・シロウ 役（斎藤工とのダブル主演）
  - season2（2024年1月19日）[59]
  - season3（2025年1月10日 - 17日）[60]
- 地面師たち（2024年7月25日 - 、Netflix） - 下村 辰夫 役[61]

### Web映画
- パレード（2024年2月29日、Netflix） - マイケル 役[62]

### ラジオ
- リリー・フランキーの渚のセレナーデ（1999年4月 - 2002年9月、bayfm）
- TR2 Wednesday（2002年11月・2003年4月2日 - 2005年9月28日、J-WAVE）
- NIGHT STORIES THURSDAY（2005年10月6日 - 2006年3月30日、J-WAVE）
- リリメグのオールナイトニッポン（2006年10月26日・木曜1部、ニッポン放送）
- リリー・フランキー「スナック ラジオ」（2020年4月4日 - 、TOKYO FM・JFN38局ネット）

### 舞台
- クレイジーハニー（作・演出：本谷有希子 公演日程：2011年8月5日 - 8月28日 会場：パルコ劇場 共演：長澤まさみ・成河（チョ・ソンハ）・安藤玉恵・吉本菜穂子ほか）
- ストリッパー物語（作：つかこうへい　構成・演出：三浦大輔 公演日程：2013年7月10日 - 7月28日 会場：東京芸術劇場 シアターイースト　共演：渡辺真起子・でんでん・渋川清彦ほか）

### PV
- 森高千里『ロックン・オムレツ』（アニメ制作、1994年）
- より子。『ほんとはね。』（出演、2002年）
- KUMACHI『優』（アニメ制作、2003年）
- リリメグ 『おやすみ』（出演・プロデュース、2006年）
- キャプテンストライダム『ブギーナイト・フィーバー』（出演、2009年）
- 斉藤和義
  - 『ずっと好きだった』（出演、2010年）
  - 『やさしくなりたい』（出演、2011年）

### ドキュメンタリー
- 聖地巡礼　リリー・フランキーの洋酒紀行　 スコットランド・アイラ島 前・後編（2015年、WOWOW） - ナビゲーター[63]
- ETV特集「獄友たちの日々」（2017年、NHK Eテレ）- ナレーション[64]
- 行きたかったあの場所へ リリー・フランキー スペイサイド編（2018年、WOWOW） - ナビゲーター
- テレメンタリー「ハマのドン"仁義なき闘い"」（テレビ朝日制作、2021年） - ナレーション
- 第38回民教協スペシャル「君たちと見たもの ～全盲先生･･･魂の記録～」（テレビ朝日制作、2024年） - ナレーション
- 日本のチカラ（テレビ朝日（民教協）　2020年5月・2022年4月）‐　ナレーション
- ETV特集「シリーズ　日本人と東大　第1回　エリートの条件　“花の28年組”はなぜ敗北したのか」（2025年3月22日、NHK Eテレ）- 語り[65]

### その他
- 第57回NHK紅白歌合戦（2006年12月31日、NHK総合・ラジオ第1） - 審査員
- BSプレミアムがお引っ越し!カウントダウンSP (2023年11月30日、NHK BS1・BSP) - VTR出演[66]

### 広告

#### テレビCM
- スクウェア・エニックス『スライムもりもりドラゴンクエスト』シリーズ「スライムもりもりドラゴンクエスト衝撃のしっぽ団」（2003年 、ナレーション）
- デフスターレコーズ 平井堅BESTアルバム『歌バカ』（2005年11月、写真での出演）
- ディズニー映画 『カーズ』（2006年6月）
- 任天堂 『bit Generations』（2006年7月）
- JAふくおか嘉穂 『夢つくし』（2006年、ナレーション。福岡産のお米。）
- キリンホールディングス
  - キリンビバレッジ
    - 『生茶』（2009年、パンダ先生の声を担当）
    - 『午後の紅茶 おいしい無糖 カレー篇』（2019年）

  - キリンビール「キリンウイスキー 陸」（2023年4月 - ）[67]
- 大和ハウスグループ 『ここで、一緒に』篇（2011年）
- トヨタグループ
  - ダイハツ工業『タントエグゼ』（2012年）
  - 日野自動車『デュトロ』（2014年 - 2019年、堤真一と共演）
- リクルート『ゼクシィ』（2012年）
- ホクレン『北海道米』
  - 「ゆめぴりか」『リリー・フランキーさん、来店。篇』（2018年10月 - ）
  - 「ななつぼし」『リリー・フランキーさん、大丈夫。篇』（2019年1月 - ）
  - 「ふっくりんこ」『リリー・フランキーさん、かっこいい。篇』（2019年1月 - ）[68]
- 味覚糖『さけるグミ』（2019年1月 - 終了）
- Amazonプライム・ビデオ『2020 夏休み みんなのAPV』篇（2020年）[69]
- クラシル『おいしい、レシピ』篇（2021年、ナレーション）- 濱田マリと共演[70]

#### その他
- オリンパス E-30 プロモーション（2009年、共演:宮崎あおい）

## 主な作品

### 舞台
- 六本木歌舞伎『座頭市（仮）』（2017年） - 脚本[71]

### ラジオ
- スーパーテンションズ・K.K.チューン（bayfm）構成
- SMAP POWER SPLASH（bayfm）構成
- シャ乱Q・マムシラジオ（bayfm）構成

### DVD
- 月刊つぐみ 赫い花の女（2004年、イーネット・フロンティア）監督・脚本

### キャラクター・イラスト関連
- 日光アイスバックス - 2008年-2009年シーズンからチームマスコット「しかっち」のイラストを手がける
- SCANDAL - シングル『OVER DRIVE』のジャケットイラスト。
- ハレピョン（NHK北九州放送局80周年記念）
- AKB48 49thシングル 選抜総選挙 - 峯岸みなみ選挙ポスター

### 作詞
- 君が君に歌う歌 - 2017年 第84回NHK全国学校音楽コンクール 高等学校の部 課題曲

## 主な著書
- 『女子の生きざま』（1997年・ぶんか社、2000年・新潮OH!文庫）新潮文庫、2010
- 『誰も知らない名言集』（1998年・情報センター出版局、2001年・幻冬舎文庫「増量・・・・」）
- 『美女と野球』（1998年・河出書房新社、のち文庫）
- 『日本のみなさんさようなら』（1999年・情報センター出版局、2002年・文春文庫）
- 『美』（「日本美女選別家協会」名義、2001年・小学館）
- 『おでんくん〜あなたの夢は何ですかの巻』（2001年・小学館、絵本）
- 『おでんくん2〜愛ってなんですかの巻』（2002年・小学館、絵本）
- 『リリー・フランキーコミックス v.1』講談社, 2003
- 『Flowers : Lily Franky nude & poem』[撮影]. 光文社, 2003
- 『ボロボロになった人へ』（2003年・幻冬舎）のち文庫
- 『マムシのan・an』（2003年・マガジンハウス）
- 『東京タワー 〜オカンとボクと、時々、オトン〜』（2005年・扶桑社）新潮文庫、2010
「本屋大賞2006」受賞作品
- 『リリー・フランキーコミックス』講談社, 2007
- 『リリー・フランキーの人生相談』集英社, 2009
- 『エコラム』（2010年・マガジンハウス）新潮文庫、2014

### 共著など
- 『ミラクル・ペティント :タラリン、タラリンの奇跡』責任編集. ソニー・マガジンズ, 2000
- 『リリー・フランキーのペティントbook』ハビエル・フェセル原案,青山出版社, 2000
- 『キューケイくん 心と体に効く休憩ガイド』佐々木桂 著, リリー・フランキー絵. 情報センター出版局, 2001
- 『リリー&ナンシーの小さなスナック』（ナンシー関共著、2002年・文藝春秋、2005年・文春文庫）
- 『リリー・フランキーのおでんくんマガジン』(This is animation)[原作]. 小学館, 2006
- 『無用のかがやき』谷郁雄 言葉, リリー・フランキー 写真. 新風舎, 2007　実業之日本社文庫、2011
- 『ビートルズへの旅』 (とんぼの本) 福岡耕造共著. 新潮社, 2008
- 『高山都』[撮影]. ワニブックス, 2009
- 『架空の料理空想の食卓』澤口知之共著. 扶桑社, 2009
- 『SHKRA :堀田ゆい夏ラスト水着写真集』[写真]. 彩文館出版, 2010
- 『ロングヘアーという生き方 :ボクらの時代』みうらじゅん, 高見沢俊彦共著. 扶桑社, 2010
- 『どうやらオレたち、いずれ死ぬっつーじゃないですか』みうらじゅん共著. 扶桑社, 2011
- 『佐野洋子対談集人生のきほん』西原理恵子共著. 講談社, 2011
- 『女体の森』みうらじゅん共著. 扶桑社, 2012
- 『今日のつぶやき』リリー・フランキーとロックンロールニュース 著. 宝島社文庫, 2012
- 『どうぶつぶつ』たちばなれんじ 写真, リリー・フランキー ことば. パルコエンタテインメント事業部, 2012

## 受賞歴
2005年度
- 第8回みうらじゅん賞

2006年度
- 第35回ベストドレッサー賞 - 学術・文化部門
- GQ MEN OF THE YEAR 2006[72]

2008年度
- 第51回ブルーリボン賞 新人賞（『ぐるりのこと。』）
- 第18回日本映画批評家大賞 新人賞（『ぐるりのこと。』）[73]

2013年度
- 第26回日刊スポーツ映画大賞・石原裕次郎賞 助演男優賞（『凶悪』『そして父になる』）
- 第87回キネマ旬報ベスト・テン 助演男優賞（『凶悪』『そして父になる』）
- 第37回日本アカデミー賞 最優秀助演男優賞（『そして父になる』）[12]
- 第37回日本アカデミー賞 優秀助演男優賞（『凶悪』）
- 第35回ヨコハマ映画祭 助演男優賞（『凶悪』『そして父になる』）
- 第6回伊丹十三賞（『凶悪』『そして父になる』）
- 第23回日本映画批評家大賞 助演男優賞『凶悪』『そして父になる』）[74]

2014年度
- 2014 54th ACC CM FESTIVAL
  - テレビCM部門 演技賞（大和ハウス工業「企業広告」・サッポロビール「サッポロ生ビール黒ラベル」）
  - ラジオCM部門 演技賞（日野自動車「デュトロ」）

2015年度
- 第28回東京国際映画祭 ARIGATO賞[75]

2016年度
- 第10回JAPAN CUTS 〜ジャパン・カッツ!・CUT ABOVE賞 for Outstanding Performance in Film 『シェル・コレクター』[76]
- 第40回日本アカデミー賞 優秀助演男優賞（『SCOOP!』）
- 第59回ブルーリボン賞 助演男優賞（『SCOOP!』『聖の青春』他）

2018年度
- GQ MEN OF THE YEAR 2018 アクター・オブ・ザ・イヤー賞[77]
- 第42回日本アカデミー賞 優秀主演男優賞（『万引き家族』）
- 第28回東京スポーツ映画大賞 主演男優賞（『万引き家族』）

2019年度
- 2019 59th ACC TOKYO CREATIVITY AWARDS 演技賞（UHA味覚糖「さけるグミ」）